# Ripna, Volociîsk
Ripna (în ucraineană Ріпна) este un sat în comuna Fedirkî din raionul Volociîsk, regiunea Hmelnîțkîi, Ucraina.

## Demografie
Componența lingvistică a localității Ripna
     Ucraineană (99,19%)
     Alte limbi (0,81%)
Conform recensământului din 2001, majoritatea populației localității Ripna era vorbitoare de ucraineană (99,19%), existând în minoritate și vorbitori de alte limbi.